# Ludwig Wutschel
Ludwig Wutschel (17. srpna 1855 Vídeň – 28. ledna 1938 Vídeň) byl rakouský sociálně demokratický politik, na počátku 20. století poslanec Říšské rady, v meziválečném období poslanec rakouské Národní rady.

## Biografie
Vychodil národní školu a reálnou školu. Vyučil se strojním zámečníkem. Působil jako obchodník s knihami a papírem. Angažoval se v Sociálně demokratické straně Rakouska. Vydával list Der Freidenker. Zasedal ve Vídeňské obecní radě. Byl předsedou mnohých dělnických a volnomyšlenkářských spolků.
Na počátku 20. století se zapojil i do celostátní politiky. Ve volbách do Říšské rady roku 1907, konaných poprvé podle všeobecného a rovného volebního práva, získal mandát v Říšské radě (celostátní zákonodárný sbor) za obvod Dolní Rakousy 22. Usedl do poslanecké frakce Klub německých sociálních demokratů. Mandát obhájil za týž obvod i ve volbách do Říšské rady roku 1911. Ve vídeňském parlamentu setrval až do zániku monarchie.Profesně byl k roku 1911 uváděn jako obchodník s papírem a obecní radní.
Po válce zasedal v letech 1918–1919 jako poslanec Provizorního národního shromáždění Německého Rakouska (Provisorische Nationalversammlung).